# Ріяд Таха Шамсан
Ріяд Таха Шамсан — український правознавць, доктор юридичних наук. Директор Арабського культурного центру в Одесі.
Дисертацію кандидата юридичних наук захистив в Одеському державному університеті в 1992 на тему «Політична система (організація) суспільства».
Дисертацію доктора юридичних наук захистив у Москві у 2003 на тему «Співвідношення міжнародного і внутрішньодержавного (національного) права (теоретичні аспекти)»